# Большаков, Анатолий Кузьмич
Анато́лий Кузьми́ч Большако́в (28 марта 1938, Чебаково — 7 июня 2020) — советский и российский чувашский писатель, актёр и литературный переводчик, Заслуженный работник культуры РСФСР (1986).

## Биография
Анатолий Кузьмич Большаков родился 28 марта 1938 года в селе Второе Чебаково в Ядринском районе Чувашской Республики России.
- Окончил актёрскую студию при Чувашском государственном академическом драматическом театре имени К.В. Иванова.
- 1957 год — поступил на работу в Чувашский драмтеатр в качестве артиста; одновременно выполнял обязанности:
  - помощника режиссёра,
  - c 1976 года — заведующего труппой.

Анатолий Кузьмич участвовал в радио- и телеспектаклях, дублировании художественных фильмов на чувашский язык.
Он перевёл на чувашский язык:
- «Кровавая свадьба»,
- «Дом Бернарды Альбы» Федерико Гарсии Лорки,
- «Кабанчик» Виктора Розова,
- «Женитьба Дядюкина» Бориса Дрозда,
- «Авантюристка» Эмилия Брагинского,
- «Счастливчики» Алексея Попова,
- «Не такой, как все»
- и другие пьесы.

Анатолий Кузьмич — автор свыше 10 пьес. Среди них: «Ах, любовь, любовь»,  «Не уходи», «Чистый» и другие.
Его пьесы «Звени, гитара» и «Не ломайся, душа моя» были поставлены  на сцене ТЮЗа (Театра Юного Зрителя), а пьеса «Любви все возрасты покорны» – на сцене Чувашского драмтеатра,
В Чувашском драмтеатре он проработал 53 года.
Он сыграл разноплановые роли различных жанров:
- Егор — «Соперники» Петра Осипова,
- Карп — «Свидание у черёмухи» Александра Ларева,
- Дамян — «Нонкина любовь» Геннадия Терентьева,
- Ятман — «Земля и девушка» Николая Терентьева,
- Мирон — «Кушар» Петра Осипова,
- Бурмис, Косуль — «Под гнётом» Семёна Эльгера,
- Гатынь — «Вей, ветерок» Яна Райниса,
- Гриша — «Варвары» Максима Горького
- и другие.

Анатолий Кузьмич ушёл из жизни после продолжительной болезни 7 июня 2020 года. Похоронен в его родной деревне Второе Чебаково Ядринского района.

## Награды
Ему присвоены почетные звания:
- 1975 год — «Заслуженный работник культуры Чувашской АССР»,
- 1986 год — «Заслуженный работник культуры РСФСР».

Награждён:
- 1988 год —  Почётной грамотой обкома КПСС и Совета Министров Чувашской АССР,
- 2008 год —  Почётной грамотой Министерства культуры Чувашской Республики.